# Joaquín Herrera
José Joaquín Herrera (San Carlos, Cojedes, Capitanía General de Venezuela, 1813-Caracas, Venezuela, 1884) fue un político, médico y diplomático de Venezuela. Gobernador de la Provincia de Carabobo en 1848. Consejero de Gobierno en 1851. Secretario del Interior en 1851. Comisionado para negociar límites con el ministro residente del Imperio de Brasil en 1852. Vicepresidente entre 1853 y 1857; encargado como Plenipotenciario de Venezuela, de ajustar un Tratado de Límites con el encargado de negocios de Nueva Granada, debe renunciar a ese encargo en 1854. Debe encargarse del Poder Ejecutivo desde 20 de enero de 1855 hasta 30 de enero de 1855, en la sucesión del poder entre José Gregorio Monagas y su hermano José Tadeo Monagas. Sublevado en 1858 contra el gobierno de este último, es nombrado gobernador de Caracas en el Gobierno provisorio provincial instaurado en marzo de 1858. Muere en Caracas, el 2 de enero de 1868.

## Juventud
Joaquín Herrera nace en San Carlos, estado Cojedes el 20 de junio de 1813, hijo de Andrés Conrado de Herrera y de María Josefa Adriana Valdés. Estudió medicina hasta obtener el doctorado (22.1.1843). En Caracas, contrajo matrimonio en 1839 con María de los Santos Rodríguez del Toro y Herrera; integrante de una de las principales familias criollas del país. 

## Vida política
En 1848 se convierte en presidente de la Provincia de Carabobo, tras los sucesos del 24 de enero de ese año y el alzamiento del general José Antonio Páez; siendo nombrado en substitución del gobernador interino Carlos Luis Castelli. En 1849 llega a Carabobo el anciano y derrotado José Antonio Páez, el cual es escoltado y vigilado personalmente por el gobernador Herrera, quien posteriormente entrega a Páez. El 20 de enero de 1855 concluye el gobierno de José Gregorio Monagas y desde esa fecha hasta el 30 de enero de 1855 gobierna Venezuela, hasta asumir posesión del cargo José Tadeo Monagas. Murió a los 74 años de edad en  Caracas en 1888.